# Motorsense

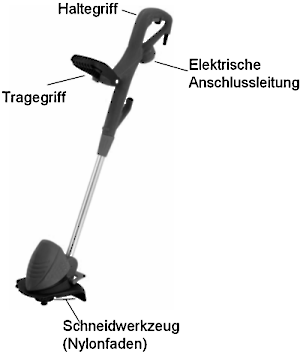
Elektrische Motorsense

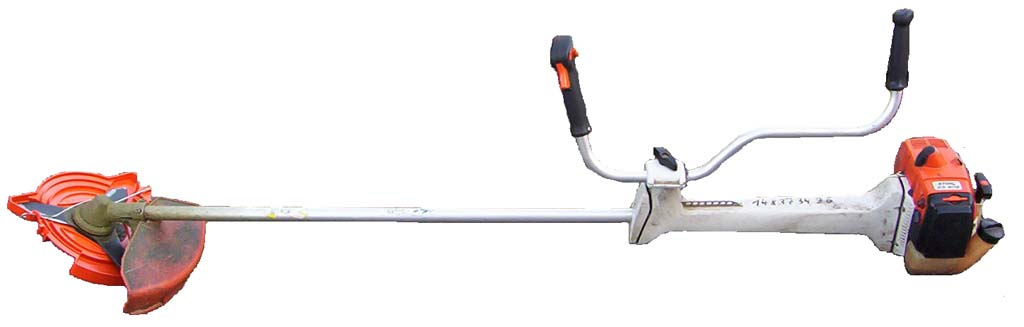
Freischneider für gewerblichen Einsatz mit Zweitaktbenzinmotor (2,2 PS).
(Dickichtmesser mit montiertem Transportschutz, Griffe in Transportstellung)

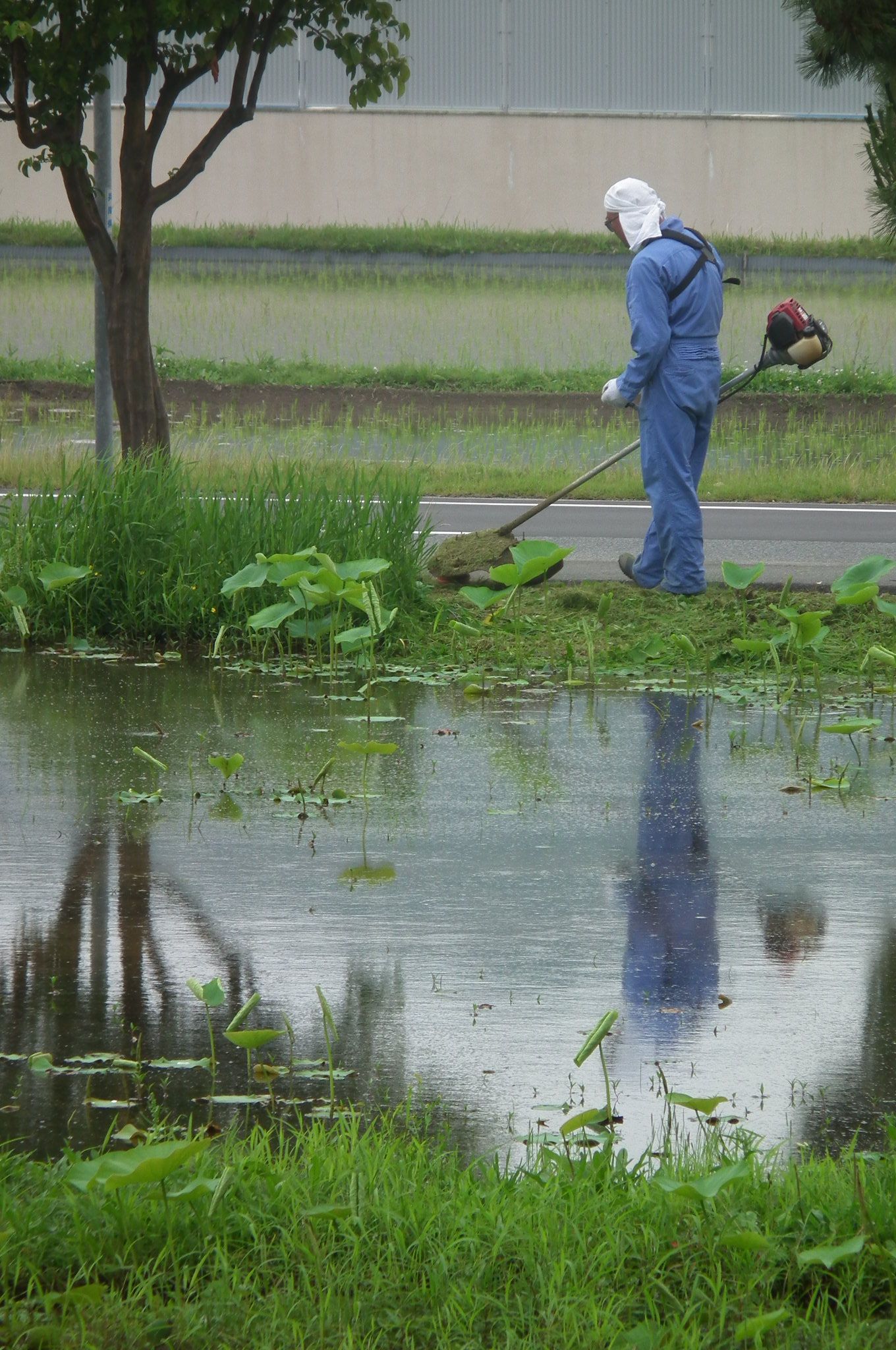
Motorsense in Japan

Eine Motorsense, in leistungsstärkerer Ausführung meist Freischneider, in schwächerer ebenso Grastrimmer oder Rasentrimmer genannt (in der Schweiz auch Tellersense), ist ein motorangetriebenes Gerät zum Mähen von Gras, krautigen Pflanzen oder holzigem Gestrüpp. Leistungsstärkere Geräte können bei Ausrüstung mit einem Kreissägeblatt auch zum Abschneiden von kleineren Gehölzen bis etwa sieben Zentimeter Stammdurchmesser, etwa bei Durchforstungsarbeiten, eingesetzt werden. Der Einsatz zum Mähen erfolgt im gewerblichen Einsatz aufgrund der vergleichsweise geringen Flächenleistung vorzugsweise dort, wo aufgrund Hanglage, schlechter Zugänglichkeit, Enge bzw. Hindernissen oder mangelnder Bodentragfähigkeit größere Geräte wie Balkenmäher oder Mulcher nicht eingesetzt werden können.
Als Antrieb dienen bei leistungsschwächeren Motorsensen teilweise Elektromotoren, im Übrigen aber gewichtssparend konstruierte Zwei- oder Viertakt-Benzinmotoren bis etwa 4 kW Leistung.

## Funktion und Aufbau
Das Funktionsprinzip ist bei der Motorsense und dem Freischneider gleich: Mittels einer Welle wird vom Motor, teilweise über ein Getriebe, ein schnellrotierendes Schneidwerkzeug angetrieben, welches das zu mähende Gut im sogenannten Freischnittverfahren ohne Gegenschneide schneidet. Als Schneidwerkzeuge sind verschiedene Systeme gebräuchlich, entweder ein oder mehrere an einem Fadenkopf montierte robuste Fäden aus Nylon, Scheiben mit Kunststoffflügeln als Messer oder Messerscheiben (Stahl oder Aluminium) bzw. Kreissägeblätter. An leistungsschwächeren Motorsensen findet sich in der Regel nur ein Fadenkopf als Schneidwerkzeug.
Der Motor sitzt bei kleinen, leistungsschwächeren Geräten unmittelbar über dem Mähkopf, bei leistungsstärkeren Geräten jedoch in der Regel als Ausgleichsgewicht am oberen Ende des Sensenstiels. Kleinere Geräte werden an einer Griffkonstruktion gehalten, größere Geräte haben zusätzlich einen Trageriemen oder ein Tragegeschirr zum Umhängen. Es sind auch Geräte verfügbar, bei denen der Motor auf einer vom Geräteführer zu tragenden Kraxe montiert ist und der Schneidkopf über eine teilweise biegsame Welle angetrieben wird.

### Messerscheiben
Die Messerscheibe eines Freischneiders kann je nach Einsatzbereich verschiedene Formen haben: zweischneidiges Doppelmesser („Grasschneideblatt“) für leichte Beanspruchung beim Mähen von Gras, sternförmige Messer („Dickichtmesser“) für das Mähen von verfilztem Gras oder Gestrüpp oder Kreissägeblätter für das Entfernen von Gehölzen bis hin zu dünnen Bäumen.

### Fadenköpfe

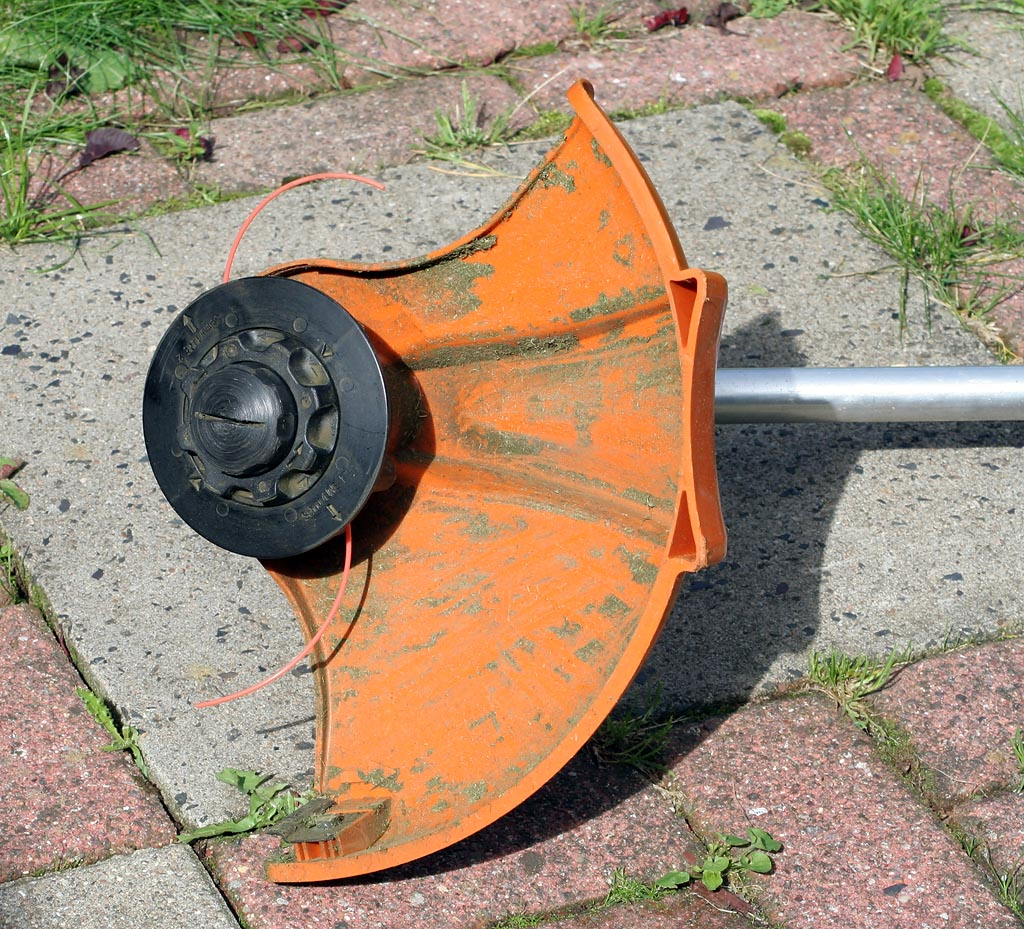
Fadenmähkopf „Autocut“ mit halbautomatischer Fadennachlieferung einer Motorsense

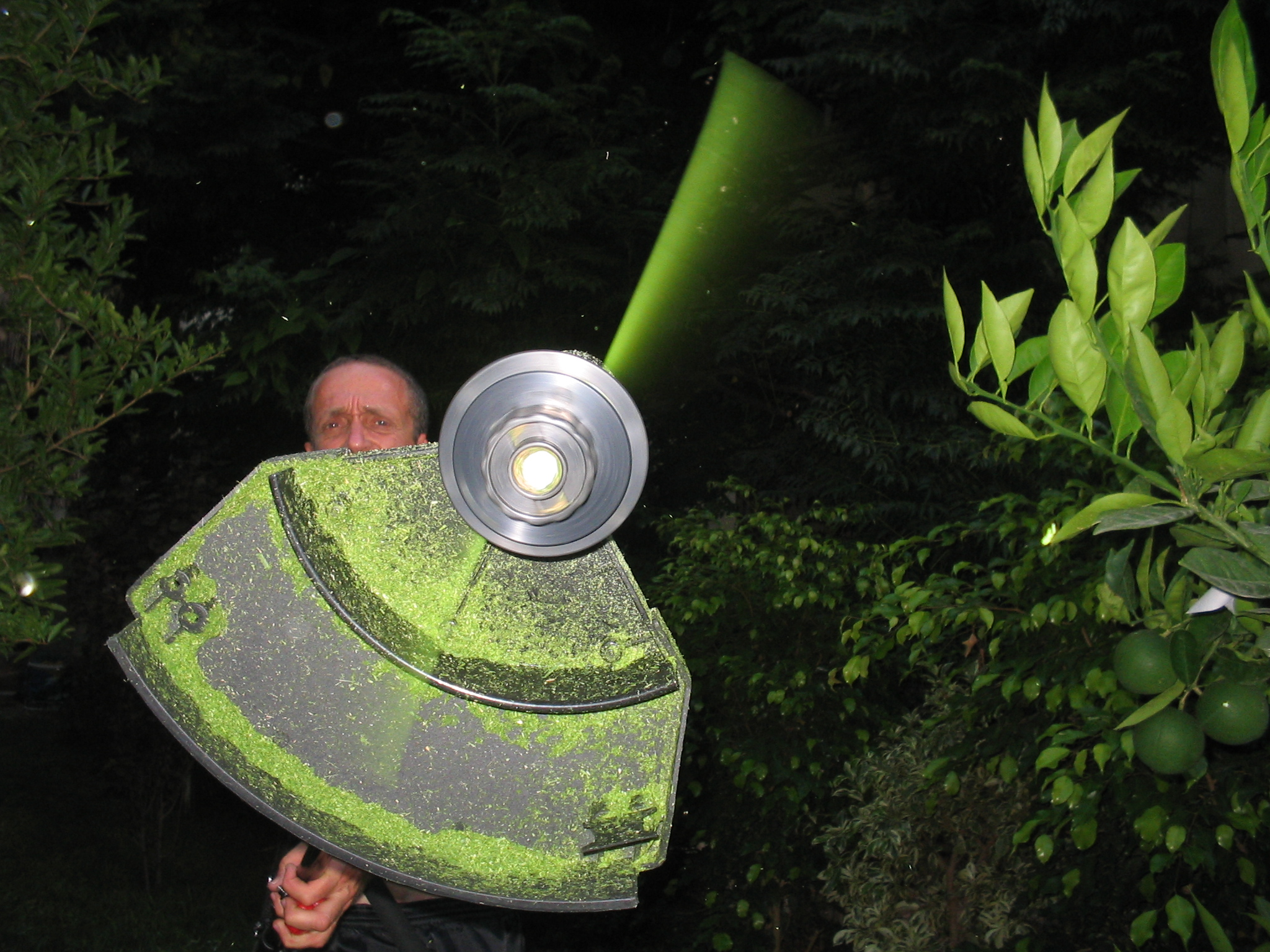
Mähfaden in Aktion

Die in einem Fadenkopf befestigten Fadenstücke oder auf einer Spule aufgerollten Fäden werden im Betrieb durch die Fliehkraft gespannt und schlagen die Grashalme ab. Sie haben den Vorteil, sich an Hindernisse (Steine, Mauern, Bäume) anzupassen; Baumrinden oder Wände werden dadurch bei versehentlicher Berührung weniger stark geschädigt, man kann dicht bis an das Objekt heran mähen. Empfindliche bzw. dünne Rinde wird jedoch zerstört, was zum Absterben der Bäume führen kann.
Die Fäden sind – im Gegensatz zu den Messerscheiben – sehr einfach zu ersetzen: Ist das Ende des Fadens verschlissen, wird entweder ein neues Stück eingesetzt oder der Faden einfach weiter aus der im Fadenkopf befindlichen Spule herausgezogen. Bei vielen Motorsensen wird das Nachziehen des Fadens durch einen halbautomatischen Mechanismus erleichtert. Man klopft den Mähkopf auf den Boden und gibt dabei leicht Gas. Durch das Klopfen auf den Boden wird ein großer Knopf eingedrückt, der den Faden freigibt, sodass ein weiteres Stück des aufgespulten Fadens durch die Fliehkraft aus dem Kopf gezogen wird.

## Sicherheit
Die Geräte sollten nur mit der entsprechenden Sicherheitsausrüstung betrieben werden:
- Bei Rasentrimmern: festes Schuhwerk
- Bei Motorsensen: Fadenabdeckung, Schutzbrille, festes Schuhwerk
- Bei Freischneidern: Messerabdeckung, Schutzbrille, Gehörschutz, Schnittschutzanzug, Handschuhe, Sicherheitsschuhe.

Wegen der von herumgeschleuderten Steinchen o. Ä. ausgehenden Gefahr darf sich außer dem Geräteführer nach den Vorschriften der deutschen Berufsgenossenschaften ferner niemand im Umkreis (15 m) des arbeitenden Gerätes aufhalten.

## Umwelt und Gesundheit
Die Abgase der mit Verbrennungsmotor betriebenen Geräte sind gesundheits- und umweltschädlich. Für umweltrelevante Stoffe wie Stickoxide, Kohlenmonoxid und Kohlenwasserstoffe (hier besonders bei Zweitaktmotoren) bestehen in der Europäischen Union Grenzwerte, die in einer 2014 im Auftrag der Deutschen Umwelthilfe durchgeführten Untersuchung auch von einigen neuen Geräten teilweise mehrfach überschritten wurden.
Der ebenfalls gesundheitsschädliche Lärm ist durch die Geräte- und Maschinenlärmschutzverordnung geregelt. Die Geräte dürfen in Wohn- und Erholungsgebieten weder nachts noch an Sonn- und Feiertagen betrieben werden. Für Geräte mit Verbrennungsmotor gelten noch stärker eingeschränkte erlaubte Betriebszeiten. Motorsensen erzeugen teilweise Lärmpegel, die bei gewerblichen Maschinen nicht zugelassen würden. Die Lärmemission ist insbesondere für den Benutzer gesundheitsschädlich, wenn er sich nicht schützt.
Durch den Einsatz von Alkylatbenzin lassen sich besonders gesundheitsgefährdende Substanzen besonders im Abgas von Zweitaktmotoren verringern.
Die Mähfäden nutzen sich beim Gebrauch ab und verbleiben im Schnittgut. Herkömmliche Mähfäden bestehen hauptsächlich aus Nylon, was sich kaum zersetzt und damit zur Mikroplastik-Problematik beiträgt.
Zwischenzeitlich erhältliche Mähfäden aus oxo-abbaubaren Kunststoffen wurden wieder vom Markt genommen. Mit der EU-Richtlinie 2019/904 vom 5. Juni 2019 über die Verringerung der Auswirkungen bestimmter Kunststoffprodukte auf die Umwelt wurden Maßnahmen vorgegeben, die den Verbrauch von bestimmten Einwegkunststoffprodukten reduzieren soll. In diesem Zusammenhang gilt ein Verbot für das Inverkehrbringen von oxo-abbaubaren Kunststoffen.